# Cordyline sellowiana
Cordyline sellowiana är en sparrisväxtart som beskrevs av Carl Sigismund Kunth. Cordyline sellowiana ingår i släktet Cordyline, och familjen sparrisväxter. Inga underarter finns listade i Catalogue of Life.